# Setra S 313 UL
Setra S 313 UL — пригородный автобус серии MultiClass 300, выпускаемый немецкой компанией Setra с 1994 по 2005 год.

## Описание
Автобус Setra S 313 UL впервые был представлен в 1994 году. Аббревиатура UL означает Überlandbus (пригородный автобус). Автобус производился с обычной передней частью и наклонной (GT). Эксплуатируется в Германии и Швейцарии.

## Эксплуатация
| Страна    | Предприятие         | Серии                | Количество |
| --------- | ------------------- | -------------------- | ---------- |
| Германия  | Bundeswehr Fuhrpark | Y 704 324, Y 851 651 | 2          |
| Германия  | Politie             | NMS-2001             | >1         |
| Швейцария | Postauto            |                      | 38         |